# Świątynia Białego Konia

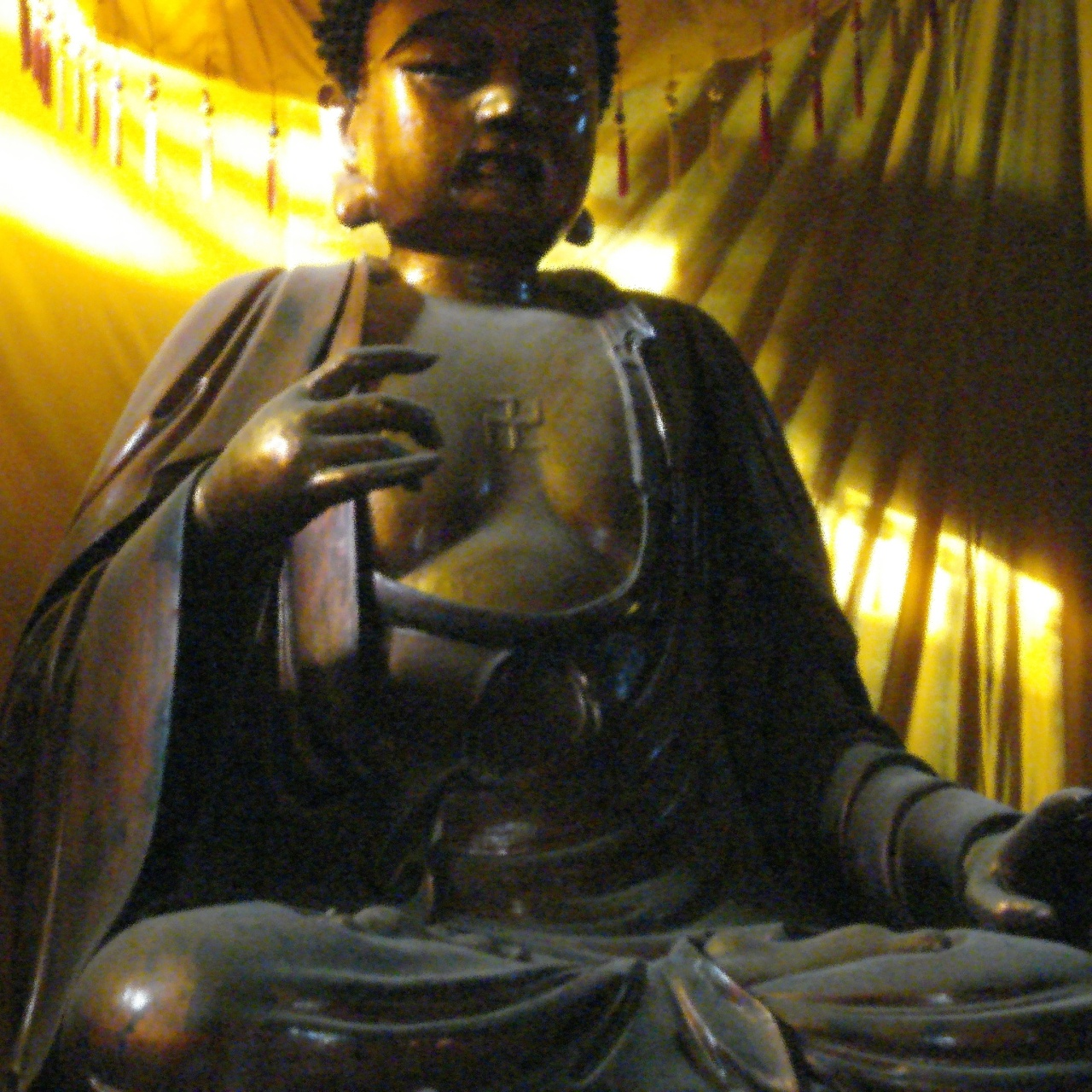
Posąg Buddy Siakjamuniego w świątyni

Świątynia Białego Konia (chin. upr. 白马寺, chin. trad. 白馬寺, pinyin Báimǎ sì) – świątynia buddyjska znajdująca się w mieście Luoyang w Chinach, tradycyjnie uważana za najstarszą buddyjską świątynię w kraju.

## Historia
Świątynia Białego Konia tradycyjnie jest uważana za najstarszą świątynię buddyjską w Chinach. Zgodnie z najbardziej znaną historią jej powstania sen miał zainspirować cesarza Minga (57-75) do wysłania do kraju Yuezhi wysłanników (w najstarszych wersjach historii na ich czele miał stać Zhang Qian, który w rzeczywistości zmarł pod koniec II w. p.n.e.) w poszukiwaniu świętych tekstów. Data tej misji jest różnie podawana jako 60, 61, 64 lub 68 n.e. Wysłannicy mieli powrócić po trzech (lub, według innej wersji, jedenastu) latach i przywieźć ze sobą tekst Sutry w Czterdziestu Dwóch Częściach oraz buddyjskich misjonarzy. Od końca V wieku ich imiona są podawane jako Kaśjapa Matanga (chin. She Moteng) i Dharmaratna (chin. Zhu Falan). To dla nich cesarz Ming miał zbudować Świątynię Białego Konia.
Wszystkie wersje opowieści o śnie cesarza Minga i jego misji do Yuezhi mają swój początek w jednym źródle, przedmowie do Sutry w Czterdziestu Dwóch Częściach, która pochodzi z połowy III w. n.e. Wtedy też najprawdopodobniej narodziła się legenda o powstaniu Świątyni Białego Konia. Pierwsze ślady buddyzmu w Luoyangu datowane są na II wiek n.e. i chociaż istniały tam wówczas jakieś buddyjskie przybytki, to sama Świątynia Białego Konia prawdopodobnie powstała dopiero w następnym stuleciu. Dzisiejszy budynek świątyni pochodzi z czasów dynastii Ming, z późniejszymi elementami dodanymi w trakcie kolejnych renowacji.

## Architektura
Położona na obrzeżach miasta, około 12 kilometrów od jego centrum świątynia skryta jest wśród wiekowych drzew. Przed jej wejściem znajduje się ogrodzony płotem staw rybny. Cały kompleks obejmuje powierzchnię 34,000 m². 
Świątynna brama posiada trzy wejścia. W czasach dynastii Song ustawiono przed nią dwa kamienne konie. Po jej bokach znajdują się groby She Motenga i Zhu Falana. Główne budynki usytuowane są wzdłuż biegnącej od bramy symetrycznej osi północ-południe. Pierwszym z nich jest pochodzący z czasów dynastii Yuan Pawilon Niebiańskich Królów, w których przechowywane są posągi czterech Niebiańskich Królów, Buddy Majtrei oraz Bodhisattwy Skandy. Za nim znajduje się Pawilon Wielkiego Buddy, najokazalszy w całej świątyni. Zbudowany w czasach dynastii Ming budynek wznosi się na metrowym tarasie i posiada podwójny, bogato zdobiony dach. Wewnątrz niego umieszczono posąg Buddy Siakjamuniego z towarzyszącymi mu Kasjapą i Anandą, a także ważący ponad 2 tony zabytkowy dzwon. 
Za Pawilonem Wielkiego Buddy znajduje się Pawilon Mahawiry, w którym znajdują się posągi trzech buddów: Siakjamuniego, Amithaby i Buddy medycyny, z towarzyszącymi osiemnastoma arhatami. Pawilon jest bogato ozdobiony malowidłami z czasów panowania mongolskiego. Czwartym z kolei pawilonem jest niewielki (najmniejszy w całej świątyni) Pawilon Porady, w którym oddaje się cześć Buddzie Amithabie. Pawilon Porady otoczony jest niewielkim laskiem bambusowym, za którym usytuowany jest ułożony z kamiennych bloków taras otoczony sosnami, na którym znajduje się pawilon. Po obu bokach tarasu znajdują się dwa mniejsze pawilony, w których przechowywane są posągi założycieli świątyni.
Niedaleko wschodniego krańca świątyni wznosi się 13-piętrowa pagoda o wysokości 25 metrów. Zbudowana w czasach dynastii Jin jest najstarszą pagodą w Chinach.